# Akadyr
Akadyr (kaz. Ақадыр; ros. Агадырь, Agadyr´) – osiedle typu miejskiego w Kazachstanie, w obwodzie karagandyjskim, w rejonie Szet. W 2009 roku liczyło ok. 9,6 tys. mieszkańców.
Znajduje tu się stacja kolejowa Akadyr, położona na linii Astana – Szu, na trasie Nowego Jedwabnego Szlaku.